# Ángel Badía Camps
Ángel Badía Camps o Àngel Badia i Camps Puigreig (Colonia Pons) Barcelona, 13 de diciembre de 1929-ibidem 21 de febrero de 2019) fue un pintor e historietista español.

## Trayectoria
Ingresó en 1950 en la Escuela Superior de Bellas Artes de Barcelona y comenzó a trabajar principalmente para revistas románticas británicas de la editorial Fleetway. También ha trabajado para el mercado nórdico a través de la editorial Semic y en Estados Unidos. Estos trabajos fueron obtenidos a través de agencias de sindicación tales como Selecciones Ilustradas que permitieron trabajar a numerosos artistas de su generación en mercados mucho más lucrativo que el español de aquella época.
Si bien realizó algunas historietas su trabajo brilló principalmente en la ilustración de portadas. Resulta especialmente notable su maestría en el dibujo de la figura femenina, estilizado y elegante, que ha influido a artistas posteriores. Su trabajo se ha comparado con el de Jorge Longarón, dibujante también de Selecciones Ilustradas.
En España trabajó principalmente para las editoriales Bruguera y Ricart, centrándose en historietas románticas como Lupita, Mariló, Sentimental, Modelo, Dalia, Florita, Merche o Sissi, así como ilustrando numerosos libros juveniles e infantiles para las editoriales Molino (por ejemplo, las portadas de Alfred Hitchcock y Los tres investigadores), Afha y Planeta, e incluso álbumes de cromos . También creó personajes humorísticos, como Pilaropo.
Realizó su primera exposición como pintor en 1974 y desde entonces se ha ido centrando en su labor como pintor artístico, ámbito en el que es ampliamente reconocido. Su estilo es figurativo, con preferencia por el desnudo y la figura humana y ocasionalmente naturalezas muertas y paisajes. Emplea tanto la técnica del óleo como otras afines al dibujo. Desde 1987 expone regularmente en la Sala Parés de Barcelona y ha realizado numerosas exposiciones tanto en España como en otros países.

## Premios
- 1979 Medalla de oro concedida por la editorial Bastei-Verlag de Alemania
- 1981 Cámara de Comercio de Barcelona

## Exposiciones
Exposiciones individuales
- 1986 Galería Sokoa, Madrid
- 1987 Sala Parés, Barcelona
- 1988 Solomon Gallery, Londres

- Figuracions, Sala Parés, Barcelona

- 1989 Sala Parés, Barcelona

- Solomon Gallery, Londres

- 1990 Mistral Gallery, Londres
- 1991 Sala Parés, Barcelona

- A Barcelona, Sala Parés, Barcelona
- Galería Ágora-3, Sitges (Barcelona)

- 1992 Sala Gastó, Tarrasa (Barcelona)
- 1993 Sala Parés, Barcelona
- 1995 Granero Galerie d’Art, Bruselas

- Galería Sokoa, Madrid

- 1996 Sala Braulio, Castellón
- 1996 Ambassador Galleries, Nueva York
- 1997 Artexpo, Barcelona
- 1998 Sala Braulio, Castellón
- 1998 Artexpo, Barcelona
- 1999 Sala Parés, Barcelona
- 2003 Sala Parés, Barcelona

Exposiciones colectivas
- 1999 The Spirit of Barcelona, David Messum Gallery
- 2002 Dualitats, Sala Parés, Barcelona
- 2003 Dualitats, Sala Parés, Barcelona
- 2004 Diversitats, Sala Parés, Barcelona
- 2005 Lectures, Sala Parés, Barcelona

## Obras
Como historietista en España
- 1949 Florita, Ediciones Clíper
- 1954 Pulgarcito. Suplemento de aventuras, Editorial Bruguera S.A.
- 1956 Aventuras de Flecha Roja, Ediciones Gráficas Ricart
- 1956 Flecha y Arturo, Ediciones Gráficas Ricart, nºs 1, 2, 3, 4, 5, 6, 7, 8, 9, 10, 11, 12, 13, 14, 15, 16, 17, 18, 19, 20, 21, 22, 23, 24, 25, 26, 27, 28, 29 y 30
- 1956 Els Infants, Hispano Americana de Ediciones S. A.
- 1957 Aventuras de Flecha Roja, Ediciones Gráficas Ricart
- 1965 Flecha y Arturo, Ediciones Gráficas Ricart, Nºs 1, 2, 4, 5 y 6
- 1965 Flecha y Arturo, Ediciones Gráficas Ricart, Nºs 3, 4, 5, 7, 8, 12, 13, 14, 15, 16, 17, 19, 20, 21, 22, 23, 24, 25, 26, 27, 29 y 30
- 1973 Rufus, Ibero Mundial de Ediciones N.º 21

Como ilustrador en España (incompleta)
- 1960 Elisabeth se Casa, de Bernage Berthe, Bruguera
- 1965 Terror (cubierta), de Robert Bloch, col. Biblioteca Oro Terror n.º 3, Ediciones Toray
- 1966 Otra Vez Heidi (historieta interior), de Juana Spyri, col. Historias Selección, Bruguera
- 1967 Mineros del Espacio (cubierta), col. Juvenil Ciencia y Aventura, ed. Molino

La Casa del Recodo (cubierta), de Enid Blyton, col. Aventura n.º 81, ed. Molino
- 1970 Planeta de Mujeres (cubierta), col. La Conquista del espacio, Bruguera

Los Papeles Póstumos del Club Pickwick (cubierta) de Charles Dickens, col. Millonarios del Libro n.º 7, Bruguera
Los Superseres (cubierta), col. La Conquista del espacio, Bruguera
Piloto de la IV Galaxia (cubierta), col. La Conquista del espacio, Bruguera
- 1971 Ciencia ficción selección (cubiertas) nºs 1, 2 y 4, col. Libro Amigo, Bruguera
- 1972 Ciencia ficción selección (cubiertas), nºs 5 y 6, col. Libro Amigo, Bruguera

Misterio del Gato de Trapo (cubierta) de Robert Arthur, col. Alfred Hitchcock y los Tres Investigadores n.º 13, ed. Toray
Misterio de las Huellas Flameantes (cubierta) de M.V. Carey, col. Alfred Hitchcock y los Tres Investigadores n.º 15, ed. Toray
Cántico a San Leibowitz (cubierta), col. Libro Amigo, Bruguera
Como Mundos de Cristal (cubierta), col. La Conquista del espacio, Bruguera
El Monstruo de las Profundidades (cubierta), col. La Conquista del espacio, Bruguera
Mercaderes del Espacio (cubierta), col. La Conquista del espacio, Bruguera
Soy... el Último (cubierta), col. La Conquista del espacio, Bruguera
Tierra-Dos (cubierta), col. Libro Amigo, Bruguera
Decisión y Audacia (cubierta), col. La Conquista del espacio, Bruguera
Encrucijada del Espacio-Tiempo (cubierta), col. La Conquista del espacio, Bruguera
Escalofríos (cubierta), col. Biblioteca Oro Terror, ed. Molino
Intriga en la Galaxia (cubierta), col. La Conquista del espacio, Bruguera
Robots en el Pantano (cubierta), col. La Conquista del espacio, Bruguera
Tras el Reino de las Tinieblas (cubierta), col. La Conquista del espacio, Bruguera
- 1973 Ciencia ficción selección (cubierta), n.º 9, col. Libro Amigo, Bruguera

El Desafío de las Águilas (cubierta) de Alistair MacLean, col. Libro Amigo n.º 108, Bruguera
Los Hijos del Capitán Grant, de Jules Verne, col. Historias Selección, Bruguera
La Muerta que Vivió Seis Veces (cubierta), col. Selección Terror, Bruguera
El Personaje (cubierta), col. Selección Terror, Bruguera
El Planeta de los Hombres perdidos (cubierta), col. La Conquista del espacio, Bruguera
El Telépata (cubierta), col. La Conquista del espacio, Bruguera
El Último Reducto (cubierta), col. La Conquista del espacio, Bruguera
Evasión del Mundo del Terror (cubierta), col. La Conquista del espacio, Bruguera
Expedición a la Vida (cubierta), col. La Conquista del espacio, Bruguera
Gas Neutro (cubierta), col. La Conquista del espacio, Bruguera
Guerrillero del espacio (cubierta), col. La Conquista del espacio, Bruguera
Invasor del Más Allá (cubierta), col. La Conquista del espacio, Bruguera
Las Criaturas del Frío (cubierta), col. La Conquista del espacio, Bruguera
Los Desterrados (cubierta), col. La Conquista del espacio, Bruguera
Monstruos Robots (cubierta), col. La Conquista del espacio, Bruguera
Secuestro de Jóvenes (cubierta), col. La Conquista del espacio, Bruguera
Todos los Rostros del Pánico (cubierta), col. La Conquista del espacio, Bruguera
- 1974 Ciencia ficción selección (cubiertas), nºs 10, 11, 12 y 13, col. Libro Amigo, Bruguera
- 1975 La Traviesa Elisabeth (cubierta), de Enid Blyton
- 1976 Ciencia ficción selección (cubiertas), nºs 4, 16, 20 y 24, col. Libro Amigo, Bruguera

Los Endemoniados (cubierta), de Fiodor Dostoievski, col. Libro Amigo, Bruguera
- 1977 El Cid (cubierta), col. Nuevo Auriga, ed. Afha
- 1978 Tom Swift y la Perforadora Atómica (cubierta), col. Tom Swift, ed. Molino

Misterio del Caballo Decapitado (cubierta) de Robert Arthur, col. Alfred Hitchcock y los Tres Investigadores n.º 26, ed. Toray
Miguel Strogoff (cubierta), de Jules Verne, col. Novelas Maestras Serie B n.º 4, ed. Toray
Viaje al Centro de la Tierra, de Jules Verne, col. Historias Infantil n.º 22, Bruguera
- 1979 ¡Alerta en la Tierra! (cubierta), col. Clásicos de Bolsillo, ed. Toray
- 1981 Condenado a Vivir (cubierta), col. Héroes del espacio, ed. Ceres

El Planeta de los Condenados (cubierta), col. Héroes del espacio, ed. Ceres
- 1982 Alguien Llamado "Hombre" (cubierta), col. Héroes del espacio, ed. Ceres

El Santuario de Ikuara-Mahl (cubierta), col. La Conquista del espacio, Bruguera
La Diosa de las Profundidades (cubierta), col. La Conquista del espacio, Bruguera
Lluvia Roja (cubierta), col. Héroes del espacio, ed. Ceres
- 1983 El poder de Niceo (cubierta), col. Héroes del espacio, ed. Ceres

El Templo del Dios Gumma (cubierta), col. La Conquista del espacio, Bruguera
Stop Espacial (cubierta), col. La Conquista del espacio, Bruguera
Rescate en Medón (cubierta), col. Héroes del espacio, Bruguera
- 1984 El Planeta Tenebroso (cubierta), col. La Conquista del Espacio, Bruguera

Nuestros Pequeños Visitantes (cubierta), col. La Conquista del Espacio, Bruguera
Xai, Sacerdotisa de Graa-Alzac (cubierta), col. La Conquista del Espacio, Bruguera
- 1985 Misterio en la Isla del Esqueleto, col. Alfred Hitchcock y los Tres Investigadores, ed. Molino
- 1989 Misterio del Tesoro Desaparecido, col. Alfred Hitchcock y los Tres Investigadores, ed. Molino